# Shot in the Dark (píseň, AC/DC)
„Shot in the Dark“ je píseň australské hard rockové skupiny AC/DC, která vyšla 7. října 2020 jako singl z chystaného studiového alba Power Up.

## Sestava
AC/DC
- Brian Johnson – zpěv
- Angus Young – sólová kytara
- Stevie Young – rytmická kytara, doprovodné vokály
- Cliff Williams – basová kytara, doprovodné vokály
- Phil Rudd – bicí